# Walter Lingg senior

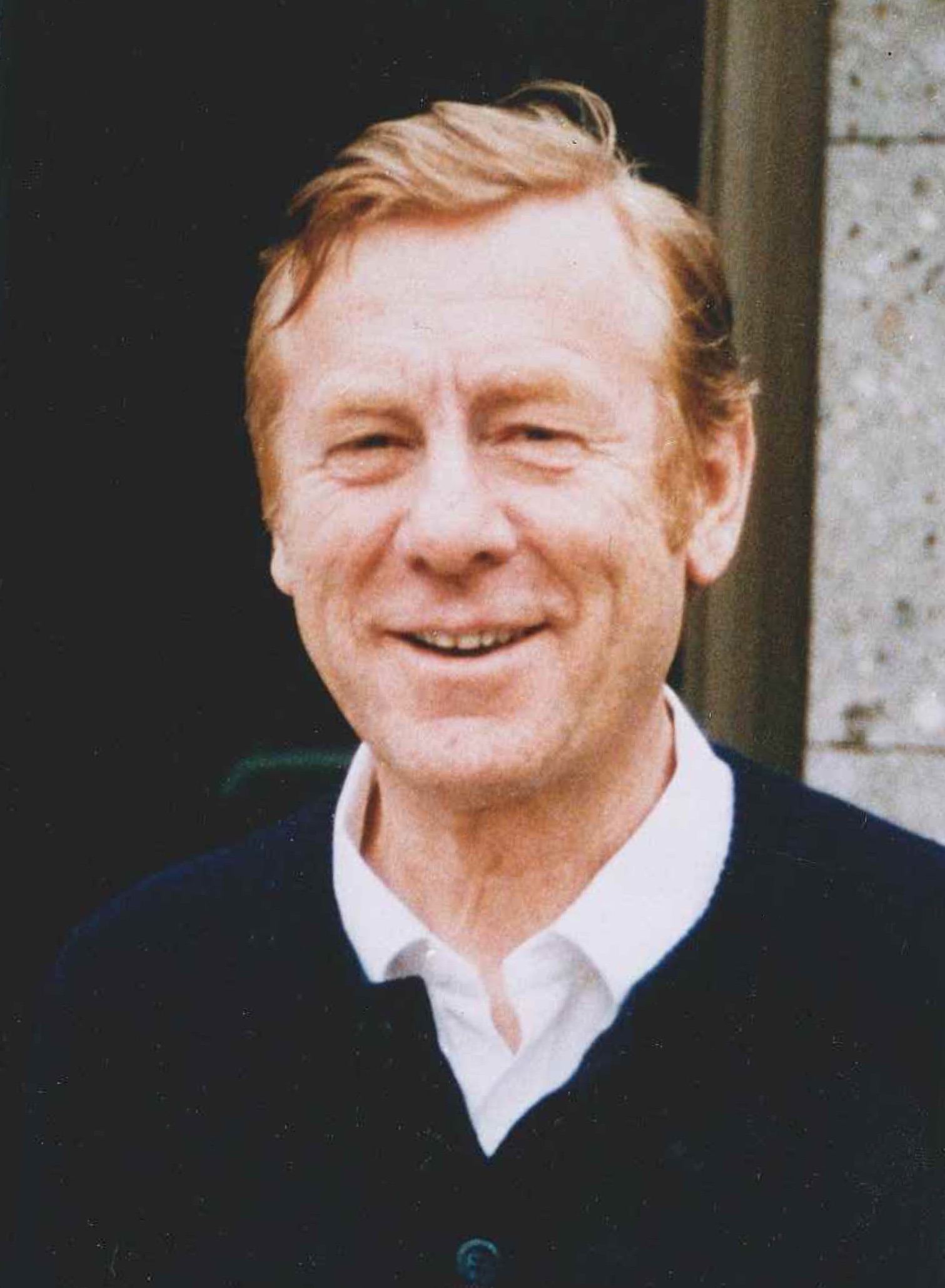
Walter Lingg

Walter Lingg (* 31. August 1925 in Au im Bregenzerwald; † 12. Februar 2000 in Feldkirch) war ein österreichischer Hotelier, Touristiker und Politiker (ÖVP). Er war von 1964 bis 1979 Abgeordneter des Vorarlberger Landtags. 

## Jugend
Lingg wuchs mit seinen acht Geschwistern in Au im Ortsteil Lugen auf. Nach der Volksschule in Au-Rehmen besuchte er die Handelsschule in Lustenau. Von 1941 bis 1943 arbeitete er im elterlichen Schmiede- und Eisenwarenhandel, bis er von 1943 bis 1945 zum Reichsarbeitsdienst und Kriegsdienst eingezogen wurde. Nach mehrjährigem Einsatz im Mittelabschnitt der Ostfront gelangte er im Mai 1945 in Hamburg in britische Kriegsgefangenschaft. Nach seiner Rückkehr in die Heimat Ende 1945 arbeitete er bis 1947 wieder im elterlichen Eisenwarenhandel.

## Tourismus
Nach der Heirat mit Katharina Berlinger übernahm er 1947 die Führung des Hotels Krone in Au. Das durch die Wirtschaftskrise und Kriegszeit stark in Mitleidenschaft gezogene Hotel wurde renoviert und erweitert. Er war 1963 Mitbegründer eines örtlichen Schilifts (dem ersten im Bregenzerwald) sowie der Diedamskopfbergbahnen im benachbarten Schoppernau. Darüber hinaus war er tätig als
- Kammerrat der Sektion Fremdenverkehr und Beherbergungsbetriebe der Vorarlberger Handelskammer (1965–1985)
- Stellvertretender Obmann der Sektion Fremdenverkehr der Vorarlberger Handelskammer (1969–1985)
- Mitbegründer und erster Obmann der Regionalplanungsgemeinschaft Bregenzerwald (1970–1985)[1]
- Obmann des Verkehrsvereines Au
- Obmann des Verkehrsverbandes Bregenzerwald (1957–1974 und 1976–1984)

1985 übergab er die Geschäfte des Hotelbetriebs an seinen Sohn, Walter Lingg.

## Politik
Von 1960 bis 1985 war er Mitglied der Gemeindevertretung Au und zog 1964 als Abgeordneter des Wahlbezirkes Bregenz in den Vorarlberger Landtag ein, dem er über drei Legislaturperioden bis 1979 angehörte. Walter Lingg war unter anderem Mitglied im landwirtschaftlichen, volkswirtschaftlichen und im sozialpolitischen Ausschuss.
Als Parteimitglied der ÖVP war er unter anderem Ortsparteiobmann der ÖVP Au, Mitglied der Bezirksparteileitung der ÖVP Bezau, Mitglied der Landesparteileitung und des Landesparteirates der ÖVP Vorarlberg. Als Obmann-Stellvertreter des Wirtschaftsbundes Vorarlberg gehörte er dessen Landespräsidium und Landesleitung an.

## Auszeichnungen
- Ernennung zum Kommerzialrat (11. August 1975)
- Großes Goldenes Ehrenzeichen des Vorarlberger Gastgewerbes (8. Juni 1977)
- Ehrenobmann des Verkehrsverbandes Bregenzerwald (21. Juni 1985)
- Ehrenobmann der Regionalplanungsgemeinschaft Bregenzerwald (21. Juni 1985)
- Großes Verdienstzeichen vom Land Vorarlberg (16. Juli 1985)
- Goldenes Ehrenzeichen vom Landesverband für Fremdenverkehr in Vorarlberg (16. Juli 1985)